# Ania Francos
Ania Francos, née le 19 juillet 1938 à Paris où elle est morte le 24 janvier 1988 des suites d'un cancer du sein, est une grand reporter et romancière française engagée.

## Biographie
Elle est née en juillet 1938 à Paris. Ses parents étaient des réfugiés juifs émigrés d'Europe de l'Est. Sa mère, Shoshanah, vient de Varsovie et son père de Galicie. Lorsque Ania a quatre ans, son père, Modehai Francos est arrêté le 13 juillet 1942, et déporté au camp d'extermination d'Auschwitz par le convoi No. 6, du 17 juillet 1942.
Après une prestation comme actrice à 18 ans dans une pièce de Gabriel Arout et Renée Arout, Ania Francos  travaille comme journaliste. Elle collabore dans des journaux engagés comme Jeune Afrique, Le Nouvel Observateur, L'Autre Journal et Libération,. Dans ses articles, elle défend les combats tiers-mondistes et les révolutions communistes. En 1962, elle publie La Fête cubaine, un essai sur une révolution dont elle avait rencontré les dirigeants Fidel Castro et Che Guevara. Elle dira que le socialisme cubain est un « socialisme avec pachanga. »
Elle est présente en Algérie durant la crise de l'été 1962. De cette expérience, elle publie aussi La Blanche et la Rouge, un roman dans l'Algérie après l'indépendance,et avec Jean-Pierre Séréni, la première biographie du président Houari Boumédiène en 1976. Elle témoigne aussi sur l'Afrique du Sud durant l'apartheid dans L'Afrique des Afrikaaners. Elle reçoit le prix des lectrices de Elle en 1979 pour son recueil de témoignages : Il était des femmes dans la Résistance. Son ouvrage Sauve-toi, Lola est consacré à un combat plus intime, son combat contre le cancer à la suite d'une première attaque de cette maladie en 1983. L'ouvrage fait l'objet d'une adaptation cinématographique par Michel Drach, qui sort ce film Sauve-toi, Lola en 1986.
Elle meurt à 49 ans,. Son ami Bernard Kouchner récite la prière du kaddish sur sa tombe en 1988.

## Actrice au théâtre
- 1956 : Appelez-moi Maître ou Tamara de Gabriel Arout et Renée Arout, mise en scène Jacques Charon, théâtre des Ambassadeurs  (personnage de Léa)

## Principales publications
- La Fête cubaine, R. Julliard, 1962
- La Blanche et la Rouge, R. Julliard, 1964
- L'Afrique des Afrikaaners, Julliard, 1966
- Les Palestiniens, Julliard, 1968
- Afrika Afrikanerov, Nauka, 1973
- Un Algérien nommé Boumédien[n]e, Stock, 1976
- Il était des femmes dans la Résistance, Stock, 1978
- Sauve-toi, Lola, B. Barrault, 1983, adapté au cinéma par Michel Drach dans un film du même titre.